# Nora Grumlíková
Nora Grumlíková (1. května 1930, Praha – 30. ledna 2004, Praha) byla česká houslistka a hudební pedagožka.
Rané mládí prožila v Alexandrii, po návratu se rodina nakonec usadila ve Strakonicích. Od devíti let se zde učila hrát na housle a již v červnu 1940 odehrála svůj první samostatný koncert. Po reálném gymnáziu ve Strakonicích studovala v letech 1949–1953 na pražské hudební fakultě AMU u Jaroslava Pekelského. Diplom virtuozity získala v roce 1959 na Královské konzervatoři v Bruselu u Carla van Neste. Během tamějšího studia koncertovala krom Belgie i ve Francii, v Polsku a v Rumunsku, natáčela též pro bruselský a pařížský rozhlas.
Od roku 1960 působila jako profesorka hry na housle na Pražské konzervatoři, od roku 1967 vyučovala na AMU. V roce 1964 se vdala za režiséra Otu Kovala. Na AMU se roku 1987 stala docentkou a o tři roky později profesorkou pro houslový obor. Mezi její žáky patřili např. Gabriela Demeterová, Jiří Klika starší a mladší, Čeněk Pavlík nebo Ivan Ženatý.